# توماش گریگار
توماش گریگار (چکی: Tomáš Grigar؛ زادهٔ ۱ فوریهٔ ۱۹۸۳) بازیکن فوتبال اهل جمهوری چک است.
از باشگاه‌هایی که در آن بازی کرده‌است می‌توان به باشگاه فوتبال اسپارتا پراگ و باشگاه فوتبال تپلیس اشاره کرد.
وی همچنین در تیم ملی فوتبال جمهوری چک بازی کرده‌است.